# Fagerås
Fagerås è un'area urbana della Svezia situata nel comune di Kil, contea di Västra Götaland. La popolazione rilevata nel censimento 2010 era di 427 abitanti .